# John Ross Bowie
John Ross Bowie (Nova York, 30 de maio de 1971) é um ator americano e comediante mais conhecido por interpretar Barry Kripke em The Big Bang Theory. Ele apareceu no filme What the Bleep Do We Know. Em março de 2011, ele começou a aparecer em uma série de comerciais para o Ford Motor Company.
Bowie é um ator iniciante que participou da comédia Upright Citizens Brigade Theater (UCBT) em Nova York e Los Angeles. No UCBT ele era um membro de "Os bebês nus", com comediantes Rob Corddry, Seth Morris e Brian Huskey. Ele tem um papel recorrente chamado de Corddry na série Adult Swim.
Bowie é um ex-membro de uma banda pop de New York, chamada de Egghead.
Ele já trabalhou com The Big Bang Theory e com Kevin Sussman. (never aired) and The Second Coming of Rob, 2011 and 2012, respectively.
Trabalhou em 2014 na série Brooklyn Nine-Nine, no episódio 6 da primeira temporada.
Bowie é um episcopal, de ascendência escocesa-irlandesa.